# Liste der Baudenkmäler in Herzogenrath
Die Liste der Baudenkmäler in Herzogenrath enthält die denkmalgeschützten Bauwerke auf dem Gebiet der Stadt Herzogenrath im Städteregion Aachen in Nordrhein-Westfalen. Diese Baudenkmäler sind in der Denkmalliste der Stadt Herzogenrath eingetragen; Grundlage für die Aufnahme ist das Denkmalschutzgesetz Nordrhein-Westfalen (DSchG NRW).

| Bild                                       | Bezeichnung                                | Lage | Beschreibung | Bauzeit                                                                                                  | Eingetragen seit | Denkmal- nummer |
| ------------------------------------------ | ------------------------------------------ | --- | --- | --- | ---------------- | --------------- |
| weitere Bilder                             | Kath. Pfarrkirche St. Gertrudis            | Herzogenrath Afdener Straße Karte                                                                             | 3-schiffige neobarocke Backsteinkirche mit östl. u. westl. Querhaus u. Apsis, Doppelturmfassade, Portal u. Gewände in Sandstein | 1914 (Ankersplinte), Reste aus dem 12. u. 17. Jh.                                                        | 10.04.1985       | 000001 - 01     |
| Kath. Pfarrhaus St. Gertrudis              | Kath. Pfarrhaus St. Gertrudis              | Herzogenrath Afdener Straße 24a Karte                                                                         | neobarocker Backsteinbau, zweigeschossig mit ausgebautem Mansardengeschoss, fünf Achsen, Blausteingewände an Haustüre und Fenstern (im Erdgeschoss Flachbögen mit Schlussstein, im Obergeschoss Rechteckfenster). Architekt: Heinrich van Kann, Haaren  | 1912 | 10.04.1985       | 000002 - 01     |
| Wegekreuz                                  | Wegekreuz                                  | Herzogenrath Haus-Heyden-Straße, Amstelbachstraße Karte                                                       | Neogotisches Kreuz auf dreiteiligem Blausteinsockel | 1865 | 26.03.1986       | 000003 - 01     |
| Wohnhaus                                   | Wohnhaus                                   | Kohlscheid Amstelbachstraße 13 Karte                                                                          | offene vierflügelige Hofanlage in Backsteinmauerwerk (geschlämmt); Wohnhaus dreigeschossig, Giebelhaus, Blausteingewände (Flachbögen mit Schlussstein); Wirtschaftsgebäude jünger, Backstein, Toreinfahrt                                               | 1765(Schlussstein über Toreinfahrt)                                                                      | 10.04.1985       | 000004 - 01     |
| Hofanlage                                  | Hofanlage                                  | Kohlscheid Amstelbachstraße 23 Karte                                                                          | ehem. dreiflügelige Hofanlage, Abschluss durch Mauer mit Torbogen, zwei dreigeschossige Giebelhäuser, mit Satteldächern, in Backsteinmauerwerk; 3:3 Achsen, Flachbogenfenster, im Dachgeschoss Rundbögen                                                | 1756 (Schlussstein über Toreinfahrt)                                                                     | 10.04.1985       | 000005 - 01     |
| Hofanlage                                  | Hofanlage                                  | Kohlscheid Amstelbachstraße 25 Karte                                                                          | ehem. dreiflügelige Hofanlage, Abschluss durch Mauer mit Torbogen, zwei dreigeschossige Giebelhäuser mit Satteldächern, in Backsteinmauerwerk; 3:3 Achsen, Flachbogenfenster, im Dachgeschoss Rundbögen                                                 | 1756 (Schlussstein über Toreinfahrt)                                                                     | 10.04.1985       | 000006 - 01     |
| Bahnhofsgelände                            | Bahnhofsgelände                            | Herzogenrath Bahnhofstraße Karte                                                                              | Hauptgebäude 2-geschossig, dessen Satteldächer sich durchdringen mit dreiachsigen OG. Im UG Achsenfolge verändert. Rechts zweigeschossiger Traufanbau, links eingeschossiger vierachsiger Traufanbau                                                    | gegen 1870                                                                                               | 24.10.1989       | 000007 - 01     |
| Kath. Pfarrkirche St. Benno                | Kath. Pfarrkirche St. Benno                | Merkstein Finkenrather Straße 8 Karte                                                                         | Saalkirche mit Westturm, kuppelförmiges Dach mit darüber liegenden Helm, sechs Joche, Backsteinmauerwerk mit Sandsteineckeinfassung. orig. Verglasung, innen orig. Zustand                                                                              | 1923/1924                                                                                                | 16.04.1985       | 000008 - 01     |
| Wegekreuz                                  | Wegekreuz                                  | Kohlscheid Berensberger Straße, Paulinenhof Karte                                                             | gusseisernes Kreuz mit Korpus (bemalt) auf zweiteiligem Blausteinsockel, reiche Ornamente | Mitte 19. Jahrhundert                                                                                    | 26.03.1986       | 000009 - 01     |
| ehem. Gärtnerhaus von Schloss Berensberg   | ehem. Gärtnerhaus von Schloss Berensberg   | Kohlscheid Berensberger Straße 29 Karte                                                                       | heute EFH, T-förmiger Grundriss mit zentralem eingeschoss. Turm, westl. Teile zweigeschossig mit Satteldach, Rundbogenfenster | 1. Hälfte 19. JH.                                                                                        | 12.04.1985       | 000010 - 01     |
| Katholische Pfarrkirche St. Matthias       | Katholische Pfarrkirche St. Matthias       | Kohlscheid Berensberger Straße 34 Karte                                                                       | geweiht1890, neoromanische Backsteinkirche mit Langhaus und Querschiff, Westturm mit achtseitigem Helm; im Osten etw. niedrigere Apsis; Dachreiter über der Vierung; durchlaufender Rundbogenfries u. der Trauflinie; Architekt: Peter Friedrich Peters | 1889 | 12.04.1985       | 000011 - 01     |
| Kath. Pfarrhaus St. Matthias               | Kath. Pfarrhaus St. Matthias               | Kohlscheid Berensberger Straße 34 Karte                                                                       | Ziegelbau von fünf Achsen mit Satteldach, Türumrahmung u. Fensterbänke Blaustein, die linke Ecke mit Putzbossierung, rechts ein späterer Anbau mit Toreinfahrt                                                                                          | um 1850                                                                                                  | 10.04.1985       | 000012 - 01     |
| weitere Bilder                             | Fabrik- und Bürogebäude Schmetz            | Herzogenrath Bicherouxstraße 57, 59 Karte                                                                     | dreigeschossiger Bau im Backsteinmauerwerk mit zwölf Achsen. Bürogebäude ca. 1880, Neobarocker Bau, zweigeschossig, Putzfassade mit drei Achsen | Fabrik 1864 (Eisenanker), Bürogeb. ca. 1880                                                              | 18.04.1985       | 000013 - 01     |
| weitere Bilder                             | Villa Schmetz                              | Herzogenrath Bicherouxstraße 53 Karte                                                                         | Neorenaissance-Backsteinbau mit Mansarddach, zweigeschossig, sechs Achsen, Backstein geschlämmt u. Putzsimse, sowie Fenster- u. Türgewände in Putz, im Obergeschoss säulengestützte Ädikulafenster seitlich schmaler Hebelvorbau                        | ca. 1880                                                                                                 | 18.04.1985       | 000014 - 01     |
| weitere Bilder                             | Burg Rode                                  | Herzogenrath Burgstraße 5 Karte                                                                               | Anlage mit Turm u. Befestigungsanlage, Rundturm viergeschossig mit Sockelschräge u. Hausteingesims | Turm 13. Jh., 2 Flügel, 18. Jh., Ausbau 1903                                                             | 10.04.1985       | 000016 - 01     |
| weitere Bilder                             | Wohnhaus                                   | Herzogenrath Dahlemerstraße 33/35 Karte                                                                       | kleine zweiflügelige Anlage mit großem Wohnhaus, 2½-geschossig mit Krüppelwalmdach, Putzfassade, Wirtschaftsgebäude nach Süden anschließend in Backstein (geschlämmt), wahrscheinlich älter, Fenster neu                                                | Mitte 19. Jhd.                                                                                           | 12.04.1985       | 000017 - 01     |
| Kath. Pfarrhaus St. Mariä Himmelfahrt      | Kath. Pfarrhaus St. Mariä Himmelfahrt      | Herzogenrath Eygelshovener Straße 17 Karte                                                                    | zweigeschossiger Bau mit Mansarddach, Bruchstein u. Backsteinmauerwerk, Blausteintüren u. Fenstergewände, 5:2 Achsen, zur Hofseite die 2. linke Achse durch Giebel mit Okulus überhöht,                                                                 | 17.–18. Jhd.                                                                                             | 12.04.1985       | 000019 - 01     |
| Backsteinhaus                              | Backsteinhaus                              | Kohlscheid Forstheider Straße 20 Karte                                                                        | 2-geschossiges Backsteinhaus (geschlämmt) mit asymmetrischen Satteldach (an der Westseite über Anbau hinaus ins Erdgeschoss reichend), sieben Achsen Blausteinfenster-u. Türgewände                                                                     | 18. Jhd., Anfang 19. Jhd.                                                                                | 17.04.1985       | 000023 - 01     |
| Backsteinbau - Villa Katterbach            | Backsteinbau - Villa Katterbach            | Herzogenrath Geilenkirchener Straße 6 Karte                                                                   | zweigeschossiger Backsteinbau mit seitlichem, dreigeschossigen Treppenhaus (Flachdach), Fenster-u. Türgewände in Putz, ebenso Erker im Erdgeschoss auf der Nordseite, Putzquadern als Eckeinfassung,                                                    | 1895 (Inschrift im Giebel)                                                                               | 17.04.1985       | 000024 - 01     |
| BW                                         | Hofanlage                                  | Merkstein Geilenkirchener Straße 136 Karte                                                                    | vierflügelige Hofanlage, Backstein geschlämmt mit Satteldächern, Wohngebäude an der Straßenfront, zweigeschossig, acht Achsen, Wirtschaftsgebäude um den Hof teilweise in Fachwerk                                                                      | 1799 u. 1818 (Eisenanker, Schlussstein über dem Tor)                                                     | 17.04.1985       | 000025 - 01     |
| BW                                         | VEGLA-Siedlung                             | Merkstein Geilenkirchener Straße 171 Karte                                                                    | Bestandteil der Werksiedlung der Vereinigten Glaswerke | | 13.06.1988       | 000026 - 01     |
| BW                                         | VEGLA-Siedlung                             | Merkstein Geilenkirchener Straße 172 Karte                                                                    | Bestandteil der Werksiedlung der Vereinigten Glaswerke | | 13.06.1988       | 000027 - 01     |
| BW                                         | VEGLA Siedlung                             | Merkstein Geilenkirchener Straße 173 Karte                                                                    | Bestandteil der Werksiedlung der Vereinigten Glaswerke | | 13.06.1988       | 000028 - 01     |
| BW                                         | Wohnhaus                                   | Merkstein Geilenkirchener Straße 174 Karte                                                                    | Bestandteil der Werksiedlung der Vereinigten Glaswerke | | 13.06.1988       | 000029 - 01     |
| BW                                         | Wohnhaus                                   | Merkstein Geilenkirchener Straße 175 Karte                                                                    | Bestandteil der Werksiedlung der Vereinigten Glaswerke | | 13.06.1988       | 000030 - 01     |
| BW                                         | Wohnhaus                                   | Merkstein Geilenkirchener Straße 176 Karte                                                                    | Bestandteil der Werksiedlung der Vereinigten Glaswerke | | 13.06.1988       | 000031 - 01     |
| BW                                         | Wohnhaus                                   | Merkstein Geilenkirchener Straße 177 Karte                                                                    | Bestandteil der Werksiedlung der Vereinigten Glaswerke | | 13.06.1988       | 000032 - 01     |
| BW                                         | Wohnhaus                                   | Merkstein Geilenkirchener Straße 178 Karte                                                                    | Bestandteil der Werksiedlung der Vereinigten Glaswerke | | 13.06.1988       | 000033 - 01     |
| BW                                         | Wohnhaus                                   | Merkstein Geilenkirchener Straße 179 Karte                                                                    | Bestandteil der Werksiedlung der Vereinigten Glaswerke | | 13.06.1988       | 000034 - 01     |
| BW                                         | Wohnhaus                                   | Merkstein Geilenkirchener Straße 180 Karte                                                                    | Bestandteil der Werksiedlung der Vereinigten Glaswerke | | 13.06.1988       | 000035 - 01     |
| BW                                         | Wohnhaus                                   | Merkstein Geilenkirchener Straße 181 Karte                                                                    | Bestandteil der Werksiedlung der Vereinigten Glaswerke | | 13.06.1988       | 000036 - 01     |
| BW                                         | Wohnhaus                                   | Merkstein Geilenkirchener Straße 182 Karte                                                                    | Bestandteil der Werksiedlung der Vereinigten Glaswerke | | 13.06.1988       | 000037 - 01     |
| BW                                         | Wohnhaus                                   | Merkstein Geilenkirchener Straße 183 Karte                                                                    | Bestandteil der Werksiedlung der Vereinigten Glaswerke | | 13.06.1988       | 000038 - 01     |
| BW                                         | Wohnhaus                                   | Merkstein Geilenkirchener Straße 184 Karte                                                                    | Bestandteil der Werksiedlung der Vereinigten Glaswerke | | 13.06.1988       | 000039 - 01     |
| BW                                         | Wohnhaus                                   | Merkstein Geilenkirchener Straße 185 Karte                                                                    | Bestandteil der Werksiedlung der Vereinigten Glaswerke | | 13.06.1988       | 000040 - 01     |
| BW                                         | Wohnhaus                                   | Merkstein Geilenkirchener Straße 186 Karte                                                                    | Bestandteil der Werksiedlung der Vereinigten Glaswerke | | 13.06.1988       | 000041 - 01     |
| BW                                         | Wohnhaus                                   | Merkstein Geilenkirchener Straße 187 Karte                                                                    | Bestandteil der Werksiedlung der Vereinigten Glaswerke | | 13.06.1988       | 000042 - 01     |
| BW                                         | Wohnhaus                                   | Merkstein Geilenkirchener Straße 188 Karte                                                                    | Bestandteil der Werksiedlung der Vereinigten Glaswerke | | 13.06.1988       | 000043 - 01     |
| BW                                         | Wohnhaus                                   | Merkstein Geilenkirchener Straße 189 Karte                                                                    | Bestandteil der Werksiedlung der Vereinigten Glaswerke | | 13.06.1988       | 000044 - 01     |
| BW                                         | Wohnhaus                                   | Merkstein Geilenkirchener Straße 190 Karte                                                                    | Bestandteil der Werksiedlung der Vereinigten Glaswerke | | 13.06.1988       | 000045 - 01     |
| BW                                         | Wohnhaus                                   | Merkstein Geilenkirchener Straße 191 Karte                                                                    | Bestandteil der Werksiedlung der Vereinigten Glaswerke | | 13.06.1988       | 000046 - 01     |
| BW                                         | Wohnhaus                                   | Merkstein Geilenkirchener Straße 192 Karte                                                                    | Bestandteil der Werksiedlung der Vereinigten Glaswerke | | 13.06.1988       | 000047 - 01     |
| BW                                         | Wohnhaus                                   | Merkstein Geilenkirchener Straße 193 Karte                                                                    | Bestandteil der Werksiedlung der Vereinigten Glaswerke | | 13.06.1988       | 000048 - 01     |
| BW                                         | Wohnhaus                                   | Merkstein Geilenkirchener Straße 194 Karte                                                                    | Bestandteil der Werksiedlung der Vereinigten Glaswerke | | 13.06.1988       | 000049 - 01     |
| BW                                         | Wohnhaus                                   | Merkstein Geilenkirchener Straße 195 Karte                                                                    | Bestandteil der Werksiedlung der Vereinigten Glaswerke | | 13.06.1988       | 000050 - 01     |
| BW                                         | Wohnhaus                                   | Merkstein Geilenkirchener Straße 196 Karte                                                                    | Bestandteil der Werksiedlung der Vereinigten Glaswerke | | 13.06.1988       | 000051 - 01     |
| BW                                         | Wohnhaus                                   | Merkstein Geilenkirchener Straße 197 Karte                                                                    | Bestandteil der Werksiedlung der Vereinigten Glaswerke | | 13.06.1988       | 000052 - 01     |
| BW                                         | Wohnhaus                                   | Merkstein Geilenkirchener Straße 198 Karte                                                                    | Bestandteil der Werksiedlung der Vereinigten Glaswerke | | 13.06.1988       | 000053 - 01     |
| BW                                         | Wohnhaus                                   | Merkstein Geilenkirchener Straße 199 Karte                                                                    | Bestandteil der Werksiedlung der Vereinigten Glaswerke | | 13.06.1988       | 000054 - 01     |
| BW                                         | Wohnhaus                                   | Merkstein Geilenkirchener Straße 200 Karte                                                                    | Bestandteil der Werksiedlung der Vereinigten Glaswerke | | 13.06.1988       | 000055 - 01     |
| BW                                         | Wohnhaus                                   | Merkstein Geilenkirchener Straße 201 Karte                                                                    | Bestandteil der Werksiedlung der Vereinigten Glaswerke | | 13.06.1988       | 000056 - 01     |
| BW                                         | Wohnhaus                                   | Merkstein Geilenkirchener Straße 202 Karte                                                                    | Bestandteil der Werksiedlung der Vereinigten Glaswerke | | 13.06.1988       | 000057 - 01     |
| BW                                         | Wohnhaus                                   | Merkstein Geilenkirchener Straße 203 Karte                                                                    | Bestandteil der Werksiedlung der Vereinigten Glaswerke | | 13.06.1988       | 000058 - 01     |
| BW                                         | Wohnhaus                                   | Merkstein Geilenkirchener Straße 204 Karte                                                                    | Bestandteil der Werksiedlung der Vereinigten Glaswerke | | 13.06.1988       | 000059 - 01     |
| BW                                         | Wohnhaus                                   | Merkstein Geilenkirchener Straße 205 Karte                                                                    | Bestandteil der Werksiedlung der Vereinigten Glaswerke | | 13.06.1988       | 000060 - 01     |
| BW                                         | Wohnhaus                                   | Merkstein Geilenkirchener Straße 206 Karte                                                                    | Bestandteil der Werksiedlung der Vereinigten Glaswerke | | 13.06.1988       | 000061 - 01     |
| BW                                         | Wohnhaus                                   | Merkstein Geilenkirchener Straße 207 Karte                                                                    | Bestandteil der Werksiedlung der Vereinigten Glaswerke | | 13.06.1988       | 000062 - 01     |
| BW                                         | Wohnhaus                                   | Merkstein Geilenkirchener Straße 208 Karte                                                                    | Bestandteil der Werksiedlung der Vereinigten Glaswerke | | 13.06.1988       | 000063 - 01     |
| BW                                         | Wohnhaus                                   | Merkstein Geilenkirchener Straße 209 Karte                                                                    | Bestandteil der Werksiedlung der Vereinigten Glaswerke | | 13.06.1988       | 000064 - 01     |
| BW                                         | Wohnhaus                                   | Merkstein Geilenkirchener Straße 210 Karte                                                                    | Bestandteil der Werksiedlung der Vereinigten Glaswerke | | 13.06.1988       | 000065 - 01     |
| BW                                         | Wohnhaus                                   | Merkstein Geilenkirchener Straße 211 Karte                                                                    | Bestandteil der Werksiedlung der Vereinigten Glaswerke | | 13.06.1988       | 000066 - 01     |
| BW                                         | Wohnhaus                                   | Merkstein Geilenkirchener Straße 212 Karte                                                                    | Bestandteil der Werksiedlung der Vereinigten Glaswerke | | 13.06.1988       | 000067 - 01     |
| BW                                         | Wohnhaus                                   | Merkstein Geilenkirchener Straße 213 Karte                                                                    | Bestandteil der Werksiedlung der Vereinigten Glaswerke | | 13.06.1988       | 000068 - 01     |
| BW                                         | Wohnhaus                                   | Merkstein Geilenkirchener Straße 214 Karte                                                                    | Bestandteil der Werksiedlung der Vereinigten Glaswerke | | 13.06.1988       | 000069 - 01     |
| BW                                         | Wohnhaus                                   | Merkstein Geilenkirchener Straße 215 Karte                                                                    | Bestandteil der Werksiedlung der Vereinigten Glaswerke | | 13.06.1988       | 000070 - 01     |
| BW                                         | Wohnhaus                                   | Merkstein Geilenkirchener Straße 216 Karte                                                                    | Bestandteil der Werksiedlung der Vereinigten Glaswerke | | 13.06.1988       | 000071 - 01     |
| BW                                         | Wohnhaus                                   | Merkstein Geilenkirchener Straße 218 Karte                                                                    | Bestandteil der Werksiedlung der Vereinigten Glaswerke | | 13.06.1988       | 000073 - 01     |
| BW                                         | Wohnhaus                                   | Merkstein Geilenkirchener Straße 219 Karte                                                                    | Bestandteil der Werksiedlung der Vereinigten Glaswerke | | 13.06.1988       | 000074 - 01     |
| BW                                         | Wohnhaus                                   | Merkstein Geilenkirchener Straße 220 Karte                                                                    | Bestandteil der Werksiedlung der Vereinigten Glaswerke | | 13.06.1988       | 000075 - 01     |
| BW                                         | Wohnhaus                                   | Merkstein Geilenkirchener Straße 222 Karte                                                                    | Bestandteil der Werksiedlung der Vereinigten Glaswerke | | 13.06.1988       | 000076 - 01     |
| BW                                         | Wohnhaus                                   | Merkstein Geilenkirchener Straße 224 Karte                                                                    | Bestandteil der Werksiedlung der Vereinigten Glaswerke | | 13.06.1988       | 000077 - 01     |
| BW                                         | Wohnhaus                                   | Merkstein Geilenkirchener Straße 226 Karte                                                                    | Bestandteil der Werksiedlung der Vereinigten Glaswerke | | 13.06.1988       | 000078 - 01     |
| BW                                         | Wohnhaus                                   | Merkstein Geilenkirchener Straße 228 Karte                                                                    | Bestandteil der Werksiedlung der Vereinigten Glaswerke | | 13.06.1988       | 000079 - 01     |
| BW                                         | Wohnhaus                                   | Merkstein Geilenkirchener Straße 230 Karte                                                                    | Bestandteil der Werksiedlung der Vereinigten Glaswerke | | 13.06.1988       | 000080 - 01     |
| BW                                         | Wohnhaus                                   | Merkstein Geilenkirchener Straße 232 Karte                                                                    | Bestandteil der Werksiedlung der Vereinigten Glaswerke | | 13.06.1988       | 000081 - 01     |
| BW                                         | Hofanlage                                  | Merkstein Geilenkirchener Straße 143 Karte                                                                    | kleine ehem. dreiflügelige Hofanlage mit Satteldächern, Firstseite des Wohnhauses an der Gkl.-Str. Eckhaus, Backstein geschlämmt mit Blausteingewänden (Flachbögen mit Schlussstein), zweigeschossig, zwei Achsen                                       | 1818(Scheitelstein der Haustüre)                                                                         | 17.04.1985       | 000082 - 01     |
| Wegekreuz an Gut Ophoven                   | Wegekreuz an Gut Ophoven                   | Merkstein | Eisenkreuz mit Korpus (bemalt) auf mehrteiligem Blausteinsockel, daran neue Inschrifttafel. Teilweise backsteinergänzt | Kern 18. Jhd., 19. Jhd. renoviert 1957;                                                                  | 01.07.1988       | 000083 - 01     |
| Backsteinanlage                            | Backsteinanlage                            | Kohlscheid Hangstraße 1-3                                                                                     | zweiflügelige Backsteinanlage, Krüppelwalmdach, Sockel Bruchstein, geschlämmt in zwei Geschossen, 5:2 Achsen, Blausteingewände | 1716 (Türschlussstein)                                                                                   | 17.04.1985       | 000084 - 01     |
| Haus Hasenwald                             | Haus Hasenwald                             | Kohlscheid Hasenwaldstraße 1 Karte                                                                            | | | 31.05.1988       | 000085 - 01     |
| Gut Hasenwald                              | Gut Hasenwald                              | Kohlscheid Hasenwaldstraße 4 Karte                                                                            | offene vierflügelige Anlage mit östlicher Rundbogentoreinfahrt, Bruchsteinmauerwerk, tlw. Backstein geschlämmt, zweigeschossiges Wohnhaus, Giebelseite zur Straße zweiachsig zu drei Achsen, Wirtschaftsgebäude                                         | 18. Jhd., Anbauten 19. u. 20. Jhd.                                                                       | 17.04.1985       | 000087 - 01     |
| Katholische Pfarrkirche St. Josef          | Katholische Pfarrkirche St. Josef          | Herzogenrath Josefstraße 6 Karte                                                                              | dreischiffige neugotische Backsteinhallenkirche mit Vorchorjoch und Apsis und seitlichem Westturm | 1908/1909                                                                                                | 18.04.1985       | 000091 - 01     |
| BW                                         | Wohnhaus                                   | Herzogenrath Kleikstraße 36 Karte                                                                             | zweigeschossiges Wohnhaus mit Mansarddach, 2:2 Achsen, Eckhaus, Backsteinmauerwerk mit Blausteingewänden, Schlusssteinen und Eckeinfassung, pro Dachseite eine Gaube                                                                                    | 1766 (Eisenanker am erneuerten Rückgebäude)                                                              | 18.04.1985       | 000092 - 01     |
| Hofanlage                                  | Hofanlage                                  | Herzogenrath Kleikstraße 62 Karte                                                                             | 4-flügige Hofanlage in Backsteinmauerwerk | 1751 (Wappenstein über Innenhoftüre des Wohnhauses) 1798 u. 99 (Wappenstein mit Inschrift über Torbogen) | 18.04.1985       | 000093 - 01     |
| Wohngebäude                                | Wohngebäude                                | Herzogenrath Kleikstraße 64 Karte                                                                             | früher zum Hof Nr. 62 gehörendes Gebäude, dreigeschossig, Backstein geschlämmt, Blausteingewände im Erdgeschoss und im 1. Obergeschoss mit straßenseitiger Kellerluke                                                                                   | um 1800                                                                                                  | 18.04.1985       | 000094 - 01     |
| weitere Bilder                             | Wohngebäude                                | Herzogenrath Kleikstraße 76 Karte                                                                             | dreigeschossiges Wohnhaus zu drei Achsen, Satteldach, Fassade verputzt, Fenstergewände aus Blaustein, Fenster und Tor modern erneuert, trotz der Veränderungen im Straßenzug wichtig im Zusammenhang mit Kleikstr. 78                                   | Ende des 18. Jhd.                                                                                        | 18.04.1985       | 000095 - 01     |
| weitere Bilder                             | Hofanlage                                  | Herzogenrath Kleikstraße 78 Karte                                                                             | dreiflügelige Hofanlage in Backsteinmauerwerk geschlämmt, Wohnhaus an der Straßenseite, dreigeschossige mit Mansardwalmdach, fünf Achsen, mittig die Haustüre, Blausteingewände, seitlich Torbogen zum Hof                                              | 1722 (Schlussstein)                                                                                      | 18.04.1985       | 000096 - 01     |
| weitere Bilder                             | Kath. Pfarrkirche St. Mariä Himmelfahrt    | Herzogenrath Kleikstraße Karte                                                                                | 1915 geweiht, neobarocke dreischiffige Backsteinbasilika, Doppelturm-Fassade mit leicht vorgezogenem Mittelschiff und Schweifgiebel, Türme dreigeschossig mit Zwiebelturmaufsatz, s. Ordner 63-21-02. Architekt: Heinrich van Kann, Haaren              | 1913/14                                                                                                  | 18.04.1985       | 000097 - 01     |
| Heiligenhäuschen                           | Heiligenhäuschen                           | Herzogenrath Kleikstraße 95,97 Karte                                                                          | Heiligenhäuschen mit Satteldach und Quaderputzfassade, Holztüre mit Gitterfenster, im Kern wahrscheinlich Fachwerk | 1608 (Inschrift, stammt von Restaurierung) 1910                                                          | 18.04.1985       | 000098 - 01     |
| weitere Bilder                             | Katholische Pfarrkirche St. Katharina      | Kohlscheid Markt 3 Karte                                                                                      | Weihe nach Renovierung 1852/53 (J.P. Cremer) 1868 klassizistischer Backsteinbau mit dreiachsiger Putzfassade auf der Südseite (Markt) und Nordturm | erbaut 1831                                                                                              | 18.04.1985       | 000099 - 01     |
| BW                                         | Backstein-Hofanlage                        | Merkstein Meulenberghstraße 6 Karte                                                                           | Hofanlage mit zwei dreiflügeligen Höfen, verbunden d. Mauer- und Wassergraben, gegeneinander diagonal verschoben, zwei Flügel des 1. Hofes 16./17. Jh.                                                                                                  | 16./17. Jh., 1799 (Eisenanker), 1830–1840                                                                | 18.04.1985       | 000100 - 01     |
| Haus Mühlenbach                            | Haus Mühlenbach                            | Kohlscheid Mühlenbachstraße 51 Karte                                                                          | vierflügige Hofanlage in Backsteinmauerwerk Satteldächer, Herrenhaus 2½-geschossig mit Krüppelwalmdach, sieben Achsen, seitl. zweiachsige Flügel | 1755 Schlussstein Toreinfahrt, 1788 Mauerwerksanker                                                      | 18.04.1985       | 000101 - 01     |
| Wegekreuz                                  | Wegekreuz                                  | Merkstein Plitschard Karte                                                                                    | neugotisches Kreuz ohne Korpus auf hohem profiliertem Sockel, Kalkstein | um 1900                                                                                                  | 26.03.1986       | 000102 - 01     |
| BW                                         | Hofanlage                                  | Merkstein Plitschard 186 Karte                                                                                | vierflügelige Hofanlage, Backstein, Wohnhaus zweigeschossig, Giebel zur Straße, einige Fenster und Tür mit Holzblockrahmen, unregelmäßige Achsenteilung                                                                                                 | 1783 (Torschlussstein)                                                                                   | 18.04.1985       | 000103 - 01     |
| Hofanlage                                  | Hofanlage                                  | Kohlscheid Roermonder Straße 135 Karte                                                                        | vierflügelige Hofanlage mit Satteldächern, Backstein geschlämmt, innerer Umbau, zwei Geschosse, zehn Achsen, Toreinfahrt, Blausteingewände mit Flachbögen, über Toreinfahrt Wappenstein mit Inschrift und Jahreszahl                                    | 1786 (Inschrift über der Türe?)                                                                          | 18.04.1985       | 000106 - 01     |
| Wegekreuz                                  | Wegekreuz                                  | Kohlscheid Rolandstraße / Rolandhof Karte                                                                     | 1870 | gusseisernes Kreuz mit bemaltem Korpus auf Blausteinsockel                                               | 26.03.1986       | 000107 - 01     |
| Wegekreuz                                  | Wegekreuz                                  | Merkstein Brückenstraße, Scherbstraße Karte                                                                   | schmiedeeisernes Kreuz mit Korpus (bemalt) auf Blausteinsockel | 18. Anfang 19. Jhd.                                                                                      | 26.03.1986       | 000108 - 01     |
| Hofanlage                                  | Hofanlage                                  | Merkstein Thiergartenstraße 70, 72 Karte                                                                      | dreiflügige Hofanlage, Herrenhaus und zwei Flügel, Wirtschaftsgebäude Abschluss im Norden durch Mauer u. Tor, Herrenhaus zweigeschossig mit Walmdach, Backstein geschlämmt, fünf Fensterachsen                                                          | 1. Hälfte 19. Jhd.                                                                                       | 18.04.1985       | 000111 - 01     |
| weitere Bilder                             | Häusergruppe                               | Merkstein Willibrordstraße 9 Karte                                                                            | zweigeschossige Häusergruppe in Backsteinmauerwerk mit Satteldach, 5:2,1:2,3:2 Achsen, bei Nr. 9 Blausteinportal, rechts einachsiger Anbau, Öffnungen, 17./18. Jhd. Straßenseite Fenstergewände in Blaustein                                            | 1831 (Eisenanker), 17. u. 18. Jhd.                                                                       | 18.04.1985       | 000112 - 01     |
| weitere Bilder                             | Backstein-Hofanlage                        | Merkstein Willibrordstraße 18,20 Karte                                                                        | vierflügelige Backstein-Hofanlage, drei Achsen, links zweigeschossiges Giebelhaus, zwei Achsen mitte Traufhaus, rechts mit Giebelanbau und neuerem Fenster, links korbbogige Hofeinfahrt                                                                | 1683 (Torschlussstein), 1790 (Eisenanker)                                                                | 18.04.1985       | 000113 - 01     |
| Häusergruppe                               | Häusergruppe                               | Merkstein Willibrordstraße 11,13 Karte                                                                        | zweigeschossige Häusergruppe in Backsteinmauerwerk mit Satteldach, 5:2,1:2,3:2 Achsen, bei Nr. 9 Blausteinportal, rechts einachsiger Anbau, Nr. 11 Giebelsteinseite mit Eingang und axialen Fensteröffnungen                                            | 1831 (Eisenanker) 17./18. Jhd.                                                                           | 18.04.1985       | 000114 - 01     |
| weitere Bilder                             | Pfarrkirche St. Willibrord                 | Merkstein Willibrordstraße Karte                                                                              | einschiffiger Saalbau mit vortretendem Westturm, dreiseitigen Chorschluss u. östl. angebauter Sakristei | 12./13. Jh. 16. Jh. Teile des Turmes, 1746 Langhaus, 1975 renoviert                                      | 18.04.1985       | 000115 - 01     |
| BW                                         | Backsteinhaus                              | Herzogenrath Wolfstraße 2 Karte                                                                               | zweigeschossiges Backsteinhaus mit Blausteingewänden, sechs Achsen | 1822 (Türschlüsselstein)                                                                                 | 18.04.1985       | 000116 - 01     |
| Backstein-Hofanlage                        | Backstein-Hofanlage                        | Herzogenrath Wolfstraße 36 Karte                                                                              | vierflügelige Backstein-Hofanlage, Wohnhaus zweigeschossig, elfachsig, in der Mittelachse Tordurchfahrt, Blausteingewände, teilweise neue Fenster, alte Wetterfahne                                                                                     | 1780 (Wappen über Haustüre)                                                                              | 18.04.1985       | 000117 - 01     |
| Backstein-Hofanlage                        | Backstein-Hofanlage                        | Merkstein Zum Kalverhof 2 Karte                                                                               | dreiflügelige Backstein-Hofanlage, zweigeschossig, links Giebelhaus, zwei Achsen, zum Hof drei Achsen, rechts Giebelhaus (Scheune), an der Rückseite Fachwerkstallungen                                                                                 | 1769 (Türscheitelstein), 1748                                                                            | 22.08.1985       | 000118 - 01     |
| BW                                         | Haus Eiynrode, Backsteinbau                | Herzogenrath Kleikstraße 54, 58 Karte                                                                         | zweigeschossiger Backsteinbau mit Walmdach, 5:2 Achsen, Fenster- u. Türgewände in Blaustein, an der Südseite Treppenaufgang in Blaustein, darunter Zugang zum Keller                                                                                    | 1620 (Inschrift über Haustüre)                                                                           | 10.05.1989       | 000121 - 01     |
| Hofanlage                                  | Hofanlage                                  | Merkstein Ritzerfelder Straße 12-24 Karte                                                                     | | | 18.05.1985       | 000122 - 01     |
| weitere Bilder                             | Nordsternsiedlung                          | Herzogenrath Bierstraße 69 u.v. Karte                                                                         | langgestreckte Häuserzeile von zweigesch. aneinandergebauten Traufenhäusern, Ziegelbauten mit helleren Ziegelstreifen als Ornamentik bzw. im anderen Bautyp mit Beton, Wechsel von beiden Bautypen, in jedem Bautyp vier Wohn.                          | etwa 1890                                                                                                | 15.06.1990       | 000123 - 01     |
| Preußischer Halbmeilenstein                | Preußischer Halbmeilenstein                | Herzogenrath Aachener Straße Karte                                                                            | | | 20.03.1991       | 000124 - 01     |
| Wegekreuz                                  | Wegekreuz                                  | Merkstein Hauptstraße, In der Gracht Karte                                                                    | | | 20.03.1991       | 000125 - 01     |
| Hofanlage                                  | Hofanlage                                  | Kohlscheid Nordstraße 26 Karte                                                                                | | | 09.11.1994       | 000126 - 01     |
| BW                                         | Hofanlage                                  | Kohlscheid Nordstraße 28 Karte                                                                                | | | 09.11.1994       | 000127 - 01     |
| Wirtshaus aus dem 18. Jhd.                 | Wirtshaus aus dem 18. Jhd.                 | Herzogenrath Kleikstraße 42 Karte                                                                             | dreigeschossiges Haus mit Krüppelwalmdach, sechs Achsen, verputzt mit Blaustein, Tür- und Fenstergewänden (Flachbögen mit Schlussstein) | 18. Jhd.                                                                                                 | 17.11.1995       | 000128 - 01     |
| Wegekreuz                                  | Wegekreuz                                  | Herzogenrath Im Winkel, Kämerhöfer Straße Karte                                                               | Mitte 19. Jahrhundert | gusseisernes Kreuz mit Korpus auf Blausteinsockel                                                        | 26.03.1986       | 000090 - 01     |
| Wegekreuz                                  | Wegekreuz                                  | Herzogenrath Reifelder Weg Karte                                                                              | ca. 1866 | gusseisernes Kreuz mit Korpus und Relieffiguren auf Blausteinsockel                                      | 26.03.1986       | 000021 - 01     |
| Gefallenendenkmal                          | Gefallenendenkmal                          | Herzogenrath Geilenkirchener Straße, Ritzerfelder Straße Karte                                                | im Grundriss quadratischer Sandsteinblock, darauf mittig thronend eine Christusfigur (Sandstein) mit Krone, die Arme links und rechts auf massive Lehnen legend, an denen außen Inschriftentafeln der Gefallenen dran sind                              | 1920 | 18.04.1985       | 000104 - 01     |
| Wegekreuz                                  | Wegekreuz                                  | Kohlscheid Roermonder Straße, gegenüber der ehem. EBV-Hauptverwaltung Karte                                   | gusseisernes Wegekreuz mit Korpus, Sockel Blaustein | 19. Jahrhundert                                                                                          | 04.07.1988       | 000105 - 01     |
| Wegekreuz                                  | Wegekreuz                                  | Kohlscheid Schulstraße Karte                                                                                  | Kalksteinkreuz mit Korpus (Gusseisen) auf Kalksteinaltar | 1900–1910                                                                                                | 26.03.1986       | 000109 - 01     |
| Wegekreuz                                  | Wegekreuz                                  | Herzogenrath Feldgenstraße Karte                                                                              | gusseisernes Kreuz mit Korpus auf Blausteinsockel | ca. 1850                                                                                                 | 26.03.1986       | 000020 - 01     |
| Altar                                      | Altar                                      | Kohlscheid Forstheider Straße Karte                                                                           | neugotischer Blausteinaltar mit Sakramentshäuschen, darüberstehendes einfaches Kreuz mit Bronzekorpus | 1909 | 17.04.1985       | 000022 - 01     |
| Wegekreuz                                  | Wegekreuz                                  | Kohlscheid Hasenwaldstraße Karte                                                                              | schmiedeeisernes Kreuz mit bemalten gusseisernem Korpus | 2. Hälfte 19. Jahrhundert                                                                                | 26.03.1986       | 000086 - 01     |
| Wegekreuz                                  | Wegekreuz                                  | Kohlscheid Stegelstraße, Pannesheider Straße Karte                                                            | | | 26.03.1986       | 000110 - 01     |
| BW                                         | Alte Stadtmauer                            | Herzogenrath Kleikstraße 40b, 40c Karte                                                                       | Originaler Stadtmauerrest aus Bruch- und Werksteinen | | 04.08.2003       | 000129 - 01     |
| BW                                         | Alte Stadtmauer „Am Schürhof“              | Herzogenrath Kleikstraße 73, 85, Am Schürhof Karte                                                            | originaler Stadtmauerrest | | 23.10.2003       | 000130 - 01     |
| Panzerbefestigung Westwall                 | Panzerbefestigung Westwall                 | Kohlscheid Gem.: Kohlscheid, Flur: 13, Flurstk.: 2756 Gem.: Herzogenrath, Flur: 14, Flurstk.: 132 Karte       | erhaltener Teil der Panzerbefestigung | | 17.07.2006       | 000131 - 01     |
| Panzerbefestigung der ehem. Westwallanlage | Panzerbefestigung der ehem. Westwallanlage | Kohlscheid Gem.: Kohlscheid, Flur: 14, Flurstk.: 452, 1607 Karte                                              | zwischen Kohlscheid und AC-Horbach | | 04.08.2006       | 000132 - 01     |
| Panzerbefestigung der ehem. Westwallanlage | Panzerbefestigung der ehem. Westwallanlage | Kohlscheid Gem.: Kohlscheid, Flur: 13, Flurstk.: 1663, 1729, 2459, 2816; Flur: 14, Flurstk.: 1844, 1993 Karte | nördlich v. Kohlscheid-Mühlenbach | | 24.10.2006       | 000133 - 01     |
| Wegekreuz                                  | Wegekreuz                                  | Herzogenrath Bleyerheider Straße, In Pesch Karte                                                              | gusseisernes Kruzifix mit bemaltem Korpus und Relief von Engelfiguren, Blausteinsockel, teilweise überdeckt von einem marmorverkleideten Altar mit Inschrifttafel                                                                                       | 1865 | 01.07.1988       | 000015 - 01     |
| ehemalige EBV-Hauptverwaltung              | ehemalige EBV-Hauptverwaltung              | Kohlscheid Roermonder Straße 63 Karte                                                                         | Villa nur als denkmalwerte Substanz ! Verbindungsbau zw. Villa u. Hauptgebäude nicht! | | 26.02.2010       | 000143 - 01     |